# America des Cayes
El America des Cayes es un equipo de fútbol de Haití que juega en la Liga de fútbol de Haití, la liga de fútbol más importante del país.

## Historia
Fue fundado el 1 de mayo de 1973 en la ciudad de Les Cayes y es el segunda equipo fundado en la ciudad solo después del CS Cayen. Han sido campeones de liga y de copa en una ocasión, ambas en la temporada 2014.
A nivel internacional han participado en un torneo continental, en el Campeonato de Clubes de la CFU 2015, en donde fueron eliminados en la fase de grupos.

## Palmarés
- Liga de fútbol de Haití: 1

Apertura 2014
- Segunda División de Haití: 1

2009
- Copa Super 8: 1

2014

## Participación en competiciones de la CFU
| Temporada | Torneo                         | Ronda          | Club               | Marcador | Resultado |
| --------- | ------------------------------ | -------------- | ------------------ | -------- | --------- |
| 2015      | Campeonato de Clubes de la CFU | Fase de grupos | SV Excelsior       | 4-2      | 2.º lugar |
| 2015      | Campeonato de Clubes de la CFU | Fase de grupos | Montego Bay United | 1-4      | 2.º lugar |
| 2015      | Campeonato de Clubes de la CFU | Fase de grupos | CS Moulien         | 2-1      | 2.º lugar |